# Giulia Gennari
Giulia Gennari (ur. 23 czerwca 1996 w Rzymie) – włoska siatkarka, grająca na pozycji rozgrywającej.

## Sukcesy klubowe
Superpuchar Włoch:
- 2019, 2020, 2021[9]

Klubowe Mistrzostwa Świata:
- 2019[10]
- 2021

Puchar Włoch:
- 2020, 2021, 2022[11]

Mistrzostwo Włoch:
- 2021, 2022[12]

Liga Mistrzyń:
- 2021
- 2022[13], 2025[14]